# Hell of a Tester
Hellofatester – trzeci album zespołu The Rasmus wydany 1998

## Lista utworów
1. "Every Day" – 3:18
2. "Dirty Moose" – 3:26
3. "Swimming With The Kids" – 3:55
4. "Man In The Street" – 3:33
5. "Tonight Tonight" – 2:03
6. "City Of The Dead" – 3:22
7. "Liquid" – 4:18
8. "Pa-Pa" – 2:15
9. "Vibe" – 2:50
10. "Help Me Sing" – 3:24
11. "Tempo" – 4:49